# Synagoge Wawern (Saar)
Die Synagoge in Wawern wurde 1843/44 in der Hauptstraße 81 (heutige Saarburger Straße 14) erbaut. Bei den Novemberpogromen 1938 wurde die Synagoge verwüstet. Anschließend wurde sie von der Wehrmacht als Lager und Unterkunft für Fremd- und Zwangsarbeiter genutzt. Nach dem Krieg ging das Gebäude in Privatbesitz über. 1981 wurde die ehemalige Synagoge unter Denkmalschutz gestellt. 1993 erfolgte die Renovierung durch die Gemeinde, die das Gebäude 1989 erworben hatte. Heute wird sie als Kulturhaus, in dem regelmäßig Veranstaltungen stattfinden, genutzt.

## Synagoge
Vermutlich gab es bereits vor dem Bau der Synagoge einen Betsaal. Erste Pläne für den Bau einer Synagoge stammen von 1830. 1843/1844 wurde dann die Synagoge in der Hauptstraße 81 (heutige Saarburger Straße 14) errichtet.  Die Synagoge war ein rechteckiger Bau von 10 Meter Länge und 8 Meter Breite mit einem Satteldach. Das Gebäude war als Saalbau mit zwei Achsen konzipiert. An den Längsseiten befanden sich jeweils zwei Rundbogenfenster. Der Eingang lag auf der westlichen Giebelseite. Rechts und Links des Eingangsportals befand sich je ein Rundbogenfenster. Ebenso über dem Portal. Auch der obere Teil des Türbogens des Portals war verglast. Der östliche Giebel besaß in der oberen Hälfte ein Rundbogenfenster. Rechts und links von dem Fenster, ungefähr in halber Gebäudehöhe, befanden sich zwei verglaste kreisrunde Lichteinlässe. Ob ein Vorraum, der dem Betsaal vorgelagert war, existierte ist nicht mehr nachzuvollziehen. Die Frauenempore, die über eine Treppe zu erreichen war, lief entlang der Seitenwände bis zur Ostwand. 1920 wurde die Synagoge renoviert. Bei den Novemberpogromen 1938 wurde die Synagoge verwüstet und die Einrichtung zerstört. Bis Kriegsende diente sie der Wehrmacht als Material- und Munitionslager sowie als Unterkunft für Fremd- und Zwangsarbeiter. 1945 wurde die Synagoge von den Alliierten beschlagnahmt und ebenfalls, bis zu ihrer Rückgabe an die jüdische Gemeinde in den 1950er Jahren, als Lager genutzt. Nach der Rückgabe bot die jüdische Gemeinde das Gebäude der Gemeinde Wawern zum Kauf an. Den Zuschlag erhielt aber ein Privatmann, der das Gebäude als Werkstatt und Abstellraum nutze. 1981 wurde die ehemalige Synagoge unter Denkmalschutz gestellt. Die Gemeinde Wawern erstand 1989 das Gebäude und ließ es 1993 umfangreich restaurieren. Heute dient es als Kulturhaus, in dem regelmäßig Veranstaltungen stattfinden.

## Jüdische Gemeinde Wawern
Die ersten jüdischen Familien siedelten 1730 in Wawern. Die Ansiedlung geht vermutlich auf die 1723 von Kurfürst Franz Georg von Schönborn erteilte Aufenthaltserlaubnis für jüdische Familien für das Kurtrierische Gebiet zurück. Franz Georg von Schönborn  hatte diese 165 jüdischen Familien erteilt. Die Zahl der Mitglieder der jüdischen Gemeinschaft stieg bis in die 2. Hälfte des 19. Jahrhunderts stetig an. Im Jahr 1889 betrug der Anteil der jüdischen Einwohner 20 Prozent der Gesamtbevölkerung von Wawern. Zeitweise war ein eigener Religionslehrer angestellt, der auch die Aufgaben des Vorbeters und Schochet innehatte. Die Religionsschule und die Mikwe waren in einem gesonderten Gebäude untergebracht. Es handelt sich dabei um das heute unter Denkmalschutz stehende Gebäude in der Saarburger Straße 13. Die Mikwe, die sich im Keller befunden hatte, ist nicht mehr erhalten. Über einen eigenen Friedhof verfügte die Gemeinde nicht. Die Verstorbenen wurden auf dem jüdischen Friedhof in Niederleuken beigesetzt. Berühmtester Sohn der Gemeinde Wawern ist Joseph Kahn, der von 1841 bis zu seinem Tod 1875 Oberrabbiner von Trier war. Ab 1933, nach der Machtergreifung Adolf Hitlers, wurden die jüdischen Einwohner immer mehr entrechtet. Zudem kam es immer wieder zu antijüdischen Aktionen. Dies hatte  zur Folge, dass viele jüdische Familien Wawern verließen. Stellten die jüdischen Einwohner 1933 mit 46 Personen noch 8,9 Prozent der Einwohner Wawerns, so lebten zum Zeitpunkt der Novemberpogrome 1938 nur noch 29 Personen jüdischen Glaubens im Ort. Bis Oktober 1940 hatten alle jüdischen Einwohner Wawern verlassen. Einigen jüdischen Einwohnern gelang die Flucht in die Vereinigten Staaten, nach Bolivien,  England und Kuba.

### Entwicklung der jüdischen Einwohnerzahl
| Jahr      | Juden | Jüdische Familien |
| --------- | ----- | ----------------- |
| 1730      |       | 4                 |
| 1808      | 37    |                   |
| 1818      | 37    |                   |
| 1843      | 71    |                   |
| 1848      | 71    |                   |
| 1871      | 98    |                   |
| 1895      | 73    |                   |
| 1900      | 53    |                   |
| 1925      | 46    |                   |
| 1933      | 46    |                   |
| 1938      | 16    |                   |
| Ende 1940 | keine |                   |

Quelle: alemannia-judaica.de; jüdische-gemeinden.de
Das Gedenkbuch – Opfer der Verfolgung der Juden unter der nationalsozialistischen Gewaltherrschaft 1933–1945 und die Zentrale Datenbank der Namen der Holocaustopfer von Yad Vashem führen 39 Mitglieder der jüdischen Gemeinschaft Wawern  (die dort geboren wurden oder zeitweise lebten) auf, die während der Zeit des Nationalsozialismus ermordet wurden.